# Conchita Moreno
Conchita Moreno (Caracas, Venezuela, 8 de diciembre de 1927-2007) fue una rejoneadora profesional venezolana, la primera de su país.
Moreno viajó a México, donde toreó en Guadalajara, Tampico, Veracruz, Xochimilco, Tijuana y Acapulco. En Ciudad de México, a Colombia, donde visitaría Cartagena, Barranquilla, Cali, Manizales y Bogotá, y a Perú; donde se lesionó una pierna en Lima. Posteriormente también viajaría y torearía en España.